# Kaiserberichte

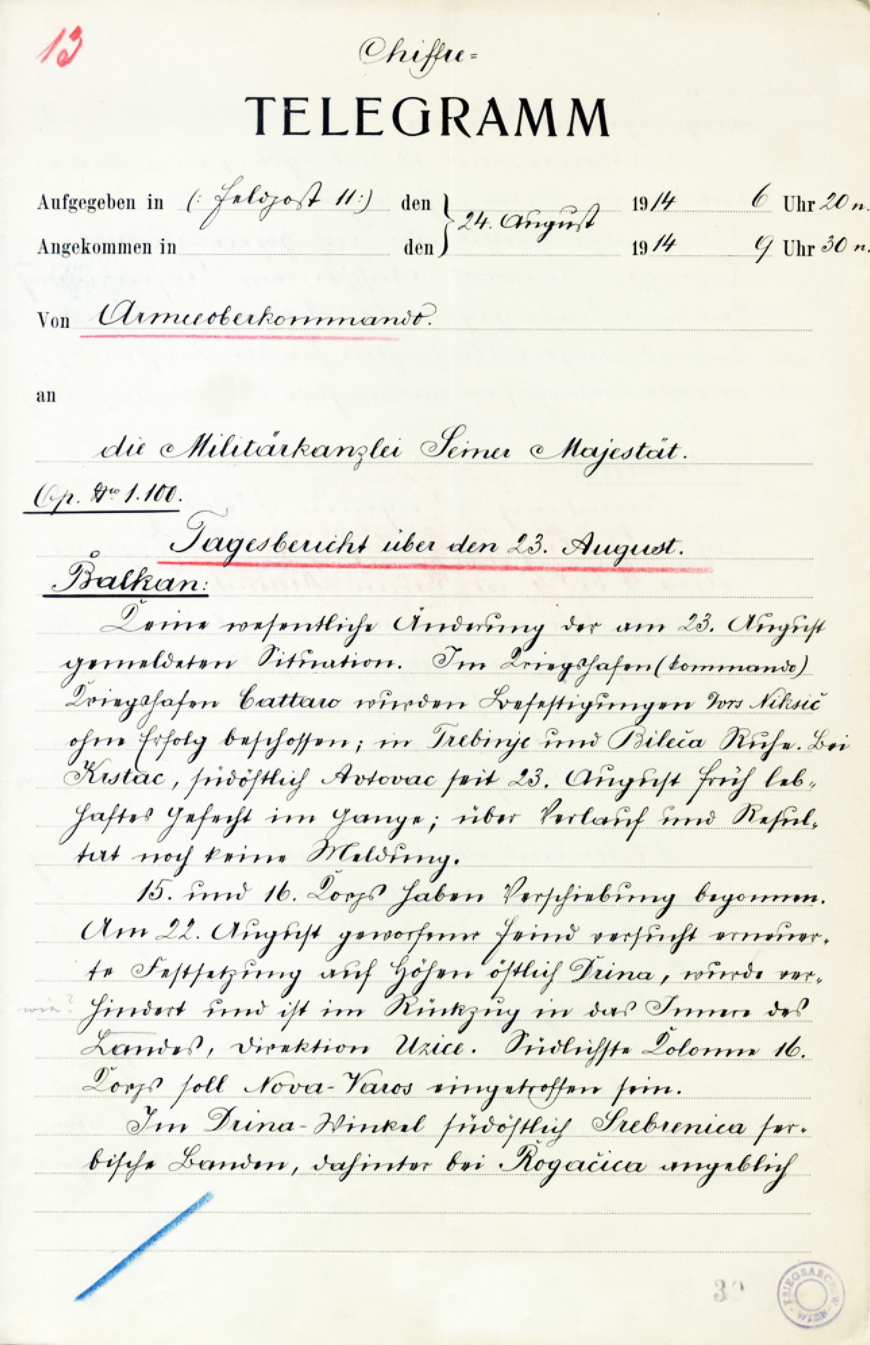
Kriegsbericht des AOK an die Militärkanzlei Seiner Majestät (Karl Schneller, 1914)

Als Kaiserberichte werden die im Zuge des Ersten Weltkriegs vom Armeeoberkommando (AOK) verfassten, täglichen Kriegsberichte an Franz Joseph I., in späterer Folge an Karl I. und deren militärisches Führungsinstrument, der  Militärkanzlei Seiner Majestät (MKSM), bezeichnet.

## Hintergrund
Um während des Kriegsgeschehens trotz großer räumlicher Distanz einen stetigen Informationsfluss zwischen dem in Teschen, Österreichisch-Schlesien stationierten Armeeoberkommando (AOK) und der Militärkanzlei Seiner Majestät (MKSM) zu gewährleisten, wurde im Armeeoberkommando ein Pressedienst eingerichtet, der abseits der offiziellen für die Öffentlichkeit bestimmten Presse-Communiqués auch vertrauliche Information über die eigene militärische Lage bzw. die der Feinde an die Militärkanzlei Seiner Majestät und damit dem Kaiser berichtete.
Sollten zu Beginn nur Reports über Geschehnisse übermittelt werden, veränderte sich in Folge der Umfang und die Zielsetzung der Berichte in Abhängigkeit zur gewünschten Kontrollfunktion und den daraus resultierenden Eingriffsmöglichkeiten in die Kriegsführung, die sich Kaiser
Franz Joseph I. trotz Delegierung des Oberbefehls an Erzherzog Friedrich von Österreich-Teschen vorbehielt. Da die Militärkanzlei Seiner Majestät auch andere Informationsquellen unterhielt, kam es immer wieder zu Konflikten mit dem AOK über den zu vermittelnden Inhalt der Kaiserberichte. Zu umfangreichen Änderungen kam es am  2. Dezember 1916 durch den Amtsantritt von Karl I., der im Gegensatz zu seinem Vorgänger Kaiser Franz Josef selbst das Armeeoberkommando innehatte.
Neben der Militärkanzlei Seiner Majestät wurden mit den Berichten auch der Landesverteidigungsminister, der Außenminister und das Kommando der Südwestfront bedacht. Sie wurden jeweils vom stellvertretenden Chefs des Generalstabs, Franz Conrad von Hötzendorf gezeichnet. Anfangs wurden die Kaiserberichte per Hand verfasst, in Folge wurden Typoskripte erstellt, die aus den eigentlichen, verschlüsselten Telegrammen dechiffriert wurden. Mit der Thronfolge von Kaiser Karl I. wurden die Berichte im Zuge der Modernisierung und Effizienzsteigerung als "Hughes-Telegramme" erstellt, eine in der k.u.k Armee gängige Fernschreibertechnik.

## Entwicklung

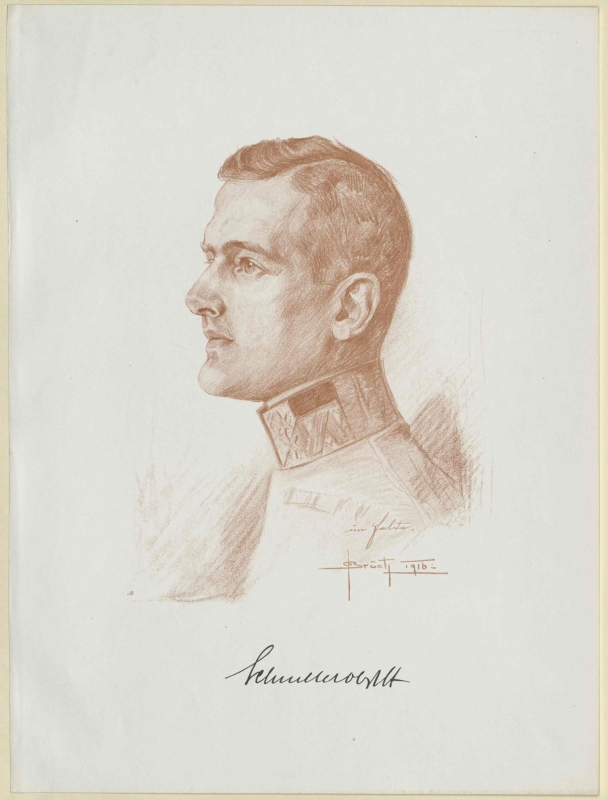
Major Karl Schneller, Leiter des Pressedienstes und erster Pressereferent des Armeeoberkommandos

Mit der Erstellung der Berichte wurde im Generalstabskorps des Armeeoberkommando (AOK) mit 15. August 1914 der Leiter des Pressedienstes Major Karl Schneller beauftragt, der als erster "Pressereferent" für die tägliche Berichtsverfassung zuständig war, die Bezeichnung Pressereferent etablierte sich dabei erst ab dem Jahr 2015 und wurde in Folge rückwirkend verwendet. Der vielseitige Karl Schneller, der auch die als Schneller-Tagebücher bekannt gewordenen Kriegsdokumentationen verfasste, war neben den Kaiserberichten auch für die offiziellen Pressekommuniqués, dem Verfassen fundierter kriegswissenschaftlicher und kriegshistorischer Studien verantwortlich und verbrachte als Kriegsberichterstatter auch Zeit direkt an der Front.
Da Major Karl Schneller in Zusammenarbeit mit General Hugo Freiherr von Freytag-Loringhoven mit der Erstellung eines Werkes der offiziellen Kriegsgeschichte beauftragt wurde, übergab Schneller am 1. Jänner 1915 die Agenden der Kriegsberichte an den Hauptmann Anton Kless und Hauptmann Richard Hatzl.

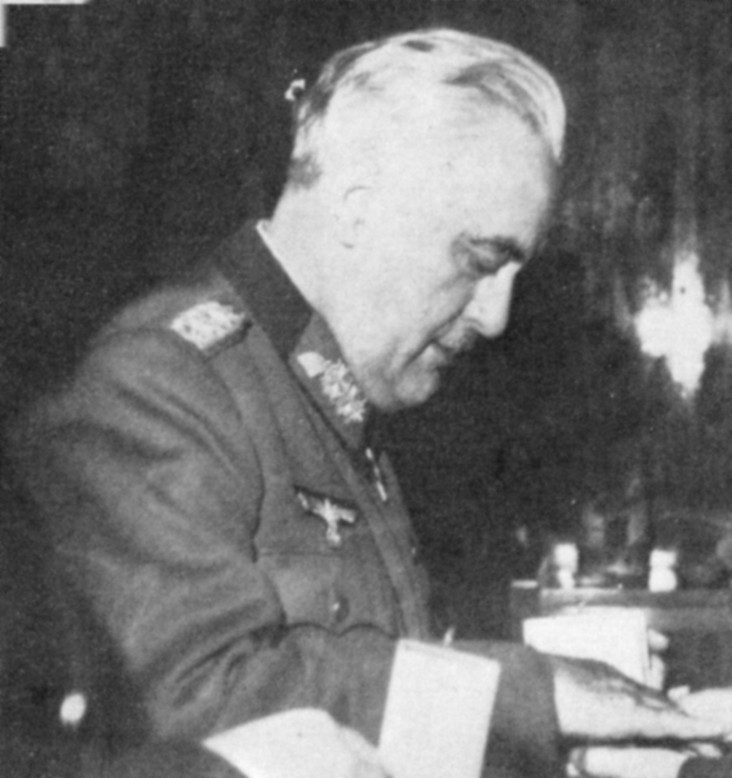
Edmund Glaise von Horstenau mit Uniform der deutschen Wehrmacht (1944)

Ab dem 17. Juli 1915 übernahm Edmund Glaise von Horstenau die Agenden der Kaiserberichtserstellung. Ergänzt wurden diese zwischen 1. Dezember 1916 und 20. Oktober 1917 durch Geheimberichte, die an die Minister und den Chef des Kriegspressequartiers gerichtet waren.
Neben seiner Tätigkeit als Pressereferent verfasste Glaise-Horstenauab vom 8. Juli 1915 bis 26. August 1915 auch Kriegstagebücher, die ab dem 11. Juli 1915 maschinenschriftlich erstellt wurden. Die einzelnen Kriegsgruppen mussten ihm dazu Tagesberichte zur Verfügung stellen.

## Aufbewahrung der Kaiserberichte
Die Kaiserberichte weisen einen Umfang von einem dutzend Aktenkartons auf und werden im Kriegsarchiv des österreichischen Staatsarchivs gelagert. Mittels Digitalisierung sind diese mittlerweile zusammen mit den Tagebüchern Karl Schnellers auf der Homepage des Österreichischen Staatsarchives einsehbar.